# Gérard Côté
Gérard Côté (Saint-Barnabé-Sud (Quebec), 28 juli 1913 - Saint-Hyacinthe, 13 juni 1993) was een Canadese atleet, die was gespecialiseerd in het marathonlopen. Hij won viermaal de marathon van Boston in acht jaar tijd. Hij nam deel aan de Olympische Spelen van 1948, maar veroverde bij die gelegenheid geen medailles.

## Biografie
Gérard Côté werd geboren in een dorp in Quebec, een provincie in het oostelijke deel van Canada. Hij trainde om bokser te worden, wat zijn ambitie was, maar kreeg meer belangstelling voor het marathonlopen. Hij deed in 1936 voor het eerst mee aan de Boston Marathon en won deze viermaal; in 1940, 1943, 1944 en 1948. Met zijn overwinning in 1940 behaalde hij een baanrecord en kreeg de Lou Marsh Trophy toegekend. Ook werd hij benoemd tot Canada's topatleet van het jaar. Côté was de eerste Frans-sprekende Canadees die deze prijs ontving.
Côté won ook drie keer de Yonkers Marathon en drie keer de marathonkampioenschappen van de AAU. Ook voltooide hij in 1948 de marathon van de Olympische Spelen in Londen, maar eindigde wegens kramp in zijn been als zeventiende. Hij was lid van het Canadese team voor de British Empire Games 1950 en de British Empire and Commonwealth Games 1954.
Côté stopte in 1956 op 43-jarige leeftijd met marathonlopen. In 1989 ontving hij de Nationale Orde van Quebec en later ook de Orde van Canada. Hij overleed op 79-jarige leeftijd in Saint-Hyacinthe.

## Persoonlijk record
| Onderdeel | Prestatie | Jaar |
| --------- | --------- | ---- |
| marathon  | 2:28.25   | 1943 |

## Palmares

### marathon
- 1934: 6e marathon van Joliette - 2:40.55
- 1936:  marathon van Montreal - 2:40.21
- 1936:  marathon van Yonkers - 2:42.23
- 1937:  marathon van Yonkers - 2:43.40
- 1937: 7e marathon van Toronto - 2:53.19
- 1937: 7e Boston Marathon - 2:46.46
- 1938:  marathon van Montreal - 2:37.16
- 1938: 6e marathon van Salisbury Beach - 2:42.11
- 1938:  marathon van Montreal - 2:43.04
- 1938:  marathon van Yonkers - 2:43.30
- 1938: 8e Boston Marathon - 2:44.01,4
- 1939: 8e Boston Marathon - 2:37.43
- 1939:  marathon van Yonkers - 2:35.33
- 1939:  marathon van Salisbury Beach - 2:43.30
- 1939:  marathon van Montreal - 2:46.45
- 1939: 7e marathon van Port Chester - 3:03.46
- 1940:  marathon van Yonkers - 2:34.06,2
- 1940:  marathon van Toronto - 2:36.03
- 1940:  marathon van Port Chester - 2:52.13
- 1940:  marathon van Three Rivers - 2:52.15
- 1940:  Boston Marathon - 2:28.28,6
- 1940: 5e marathon van Salisbury Beach - 2:40.00,5
- 1941:  marathon van Salisbury Beach - 2:33.42
- 1941: 4e marathon van Yonkers - 2:45.59
- 1941: 4e Boston Marathon - 2:37.59
- 1942:  marathon van Yonkers - 2:43.59
- 1943:  marathon van Yonkers - 2:38.35,3
- 1943:  Boston Marathon - 2:28.25
- 1944:  Boston Marathon - 2:31.50,4
- 1945:  marathon van Wolverhampton - 2:46.10
- 1945:  marathon van Rugby - 2:52.31
- 1945: 4e marathon van Chiswick - 2:54.06
- 1946:  marathon van Montreal - 2:44.15
- 1946:  marathon van Yonkers - 2:47.53,6
- 1946:  marathon van Quebec City - 3:01.00
- 1946:  marathon van Quebec City - 3:04.33
- 1946:  Boston Marathon - 2:36.34
- 1947:  marathon van Montreal - 2:43.30
- 1947: 4e marathon van Yonkers - 2:44.31
- 1947:  marathon van Quebec - 2:48.32,2
- 1947:  marathon van Toronto - 2:49.46
- 1947: 4e Boston Marathon - 2:32.11
- 1948:  Western Hemisphere Marathon - 2:42.07
- 1948:  marathon van Los Angeles - 2:42.30
- 1948:  marathon van Hamilton - 2:46.06
- 1948: 17e OS - 2:48.31,0
- 1948: 4e marathon van Yonkers - 3:03.58
- 1948:  Boston Marathon - 2:31.02
- 1949: 4e marathon van Yonkers - 2:42.38,5
- 1949: 6e marathon van Salisbury Beach - 2:44.40
- 1949:  marathon van Toronto - 2:52.25,4
- 1949: 6e Boston Marathon - 2:42.55
- 1950: 5e marathon van Yonkers - 2:49.02
- 1951: 7e Boston Marathon - 2:41.15